# Гильямон, Уго
Уго Гильямон Санмартин (исп. Hugo Guillamón Sanmartín; род. 31 января 2000, Сан-Себастьян, Страна Басков) — испанский футболист, центральный защитник клуба «Валенсия» и сборной Испании. Участник чемпионата мира 2022 года.

## Клубная карьера
Гильямон — воспитанник «Валенсии». В конце 2017 года подписал контракт с клубом, рассчитанный до 2020 года. В течение этого времени выступал в Сегунде B за вторую команду. 22 февраля 2020 года в матче против «Реал Сосьедад» он дебютировал в Ла Лиге. 20 ноября в поединке против «Алавеса» Уго забил свой первый гол за «Валенсию».

## Международная карьера
В 2017 году Уго в составе юношеской сборной Испании выиграл юношеский чемпионат Европы в Хорватии. На турнире он сыграл в матчах против команд Турции, Италии, Хорватии, Франции, Германии и Англии.
В том же году Гильямон принял участие в юношеском чемпионате мира в Индии. На турнире он сыграл в матчах против команд Бразилии, Южной Кореи, Нигера, Франции, Ирана, Мали и Англии.
В 2019 года в составе юношеской сборной Испании Гильямон выиграл юношеский чемпионат Европы в Армении. На турнире он сыграл в матчах против команд Армении, Италии, Франции и дважды Португалии.
В 2021 году в составе молодёжной сборной Испании Гильямон принял участие в молодёжном чемпионате Европы 2021 в Венгрии и Словении. На турнире он сыграл в матче против команды Словении, Италии и Чехии и  Хорватии.
8 июня 2021 года в товарищеском матче против сборной Литвы Гильямон дебютировал за сборную Испании. В 2022 году Уго в составе сборной принял участие в чемпионате мира в Катаре. На турнире он был запасным и на поле не вышел.
В 2023 году Гильямон в составе молодёжной сборной Испании стал финалистом молодёжного чемпионата Европы в Румынии и Грузии. На турнире он сыграл в матче против сборной Украины.

## Достижения
Сборная Испании
- Чемпион юношеского чемпионата Европы (до 17 лет): 2017
- Чемпион Средиземноморских игр: 2018
- Чемпионат юношеского чемпионата Европы (до 19 лет): 2019